# U Canis Minoris
U Canis Minoris är en pulserande variabel av Mira Ceti-typ  i stjärnbilden Lilla hunden. 
Stjärnan varierar mellan visuell magnitud +8 och 14 med en period av 413,88 dygn.